# Oxymacaria tessellata
Oxymacaria tessellata är en fjärilsart som beskrevs av W. Warren 1899. Oxymacaria tessellata ingår i släktet Oxymacaria och familjen mätare. Inga underarter finns listade i Catalogue of Life.